# Presidents Cup 2022
La 14ª edizione della Presidents Cup si è tenuta al Quail Hollow Club di Charlotte, nella Carolina del Nord, dal 22 al 25 settembre 2022.
Le partite, originariamente previste per l'autunno 2021, sono state rinviate al 2022 a causa della Pandemia di COVID-19. Gli Stati Uniti hanno vinto la competizione per la dodicesima volta nella storia.

## Qualificazione e selezione delle squadre
Entrambe le squadre sono formate da 12 giocatori.

### Squadra degli Stati Uniti
La squadra degli Stati Uniti comprende i sei giocatori che hanno guadagnato il maggior numero di punti nella FedEx Cup a partire dall'A Military Tribute at the Greenbrier 2019 fino al BMW Championship 2022. Sei scelte effettuate dal capitano sono state annunciate il 7 settembre 2022.
La rosa completa è formata dai seguenti giocatori:
| Posizione | Giocatore         | Punti  |
| --------- | ----------------- | ------ |
| 1         | Scottie Scheffler | 13.180 |
| 2         | Patrick Cantlay   | 11.068 |
| 3         | Xander Schauffele | 9.340  |
| 4         | Sam Burns         | 9.130  |
| 5         | Justin Thomas     | 8.718  |
| 6         | Tony Finau        | 8.575  |
| 7         | Will Zalatoris    | 7.986  |
| 8         | Jordan Spieth     | 7.214  |
| 9         | Collin Morikawa   | 6.727  |
| 10        | Max Homa          | 6.539  |
| 11        | Billy Horschel    | 6.047  |
| 12        | Cameron Young     | 5.511  |
| 13        | Tom Hoge          | 5.295  |
| 14        | JT Poston         | 4.593  |
| 15        | Kevin Kisner      | 4.519  |

### Squadra internazionale
Il periodo di qualificazione dell'International Team è durato dall'Open Championship 2021 al BMW Championship 2022. La squadra è composta dai primi otto giocatori della Presidents Cup International Team Points List, che si basa sull'Official World Golf Ranking, e da quattro scelte del capitano. Dal momento che Cameron Smith e Joaquín Niemann (numeri 1 e 4 nella classifica a punti) sono stati esclusi dopo essersi uniti al neonato circuito golfistico LIV Golf, i loro posti sono stati convertiti in ulteriori scelte del capitano. Le scelte sono state annunciate il 6 settembre 2022.
La rosa completa è formata dai seguenti giocatori:
| Posizione | Giocatore              | Punti |
| --------- | ---------------------- | ----- |
| 1         | Cameron Smith          | 17.90 |
| 2         | Hideki Matsuyama       | 7.99  |
| 3         | Sungjae Im             | 7.59  |
| 4         | Joaquín Niemann        | 6.42  |
| 5         | Johyung Kim            | 4.99  |
| 6         | Corey Conners          | 4.98  |
| 7         | Adam Scott             | 4.97  |
| 8         | Mito Pereira           | 4.19  |
| 9         | KH Lee                 | 3.91  |
| 10        | Erik van Rooyen        | 3.52  |
| 11        | Sebastian Muñoz        | 3.36  |
| 12        | Adam Hadwin            | 3.32  |
| 13        | Ryan Fox               | 3.27  |
| 14        | Mackenzie Hughes       | 3.17  |
| 15        | Anirban Lahiri         | 3.09  |
| 16        | Christian Bezuidenhout | 3.08  |
| 17        | Marc Leishman          | 2.99  |
| 18        | Taylor Pendrith        | 2.98  |
| 19        | Luca Herbert           | 2.97  |
| 20        | Kim Si-woo             | 2.85  |
|           |                        |       |
| 25        | Cameron Davis          |       |

## Squadre

### Capitani
Davis Love III è stato nominato capitano della squadra statunitense il 26 gennaio 2021.
Trevor Immelman è stato nominato capitano della squadra internazionale il 7 aprile 2020.
Love ha scelto come vice-capitani Fred Couples, Zach Johnson, Steve Stricker e Webb Simpson. Immelman ha scelto KJ Choi, Geoff Ogilvy, Camilo Villegas e Mike Weir come vice-capitani.

### Giocatori
| Squadra degli Stati Uniti | Squadra degli Stati Uniti | Squadra degli Stati Uniti | Squadra degli Stati Uniti | Squadra degli Stati Uniti |
| Giocatore                 | Età                       | Classifica a punti        | Classifica mondiale       | Precedenti apparizioni    |
| ------------------------- | ------------------------- | ------------------------- | ------------------------- | ------------------------- |
| Davis Love III            | 58                        | Capitano non giocatore    | Capitano non giocatore    | Capitano non giocatore    |
| Fred Couples              | 62                        | Assistenti del capitano   | Assistenti del capitano   | Assistenti del capitano   |
| Zach Johnson              | 46                        | Assistenti del capitano   | Assistenti del capitano   | Assistenti del capitano   |
| Steve Stricker            | 55                        | Assistenti del capitano   | Assistenti del capitano   | Assistenti del capitano   |
| Webb Simpson              | 37                        | Assistenti del capitano   | Assistenti del capitano   | Assistenti del capitano   |
| Scottie Scheffler         | 26                        | 1                         | 1                         | 0                         |
| Patrick Cantlay           | 30                        | 2                         | 3                         | 1                         |
| Xander Schauffele         | 28                        | 3                         | 5                         | 1                         |
| Sam Burns                 | 26                        | 4                         | 12                        | 0                         |
| Justin Thomas             | 29                        | 5                         | 7                         | 2                         |
| Tony Finau                | 33                        | 6                         | 14                        | 1                         |
| Jordan Spieth             | 29                        | 8                         | 13                        | 3                         |
| Collin Morikawa           | 25                        | 9                         | 9                         | 0                         |
| Max Homa                  | 31                        | 10                        | 16                        | 0                         |
| Billy Horschel            | 35                        | 11                        | 15                        | 0                         |
| Cameron Young             | 25                        | 12                        | 18                        | 0                         |
| Kevin Kisner              | 38                        | 15                        | 25                        | 1                         |

| Squadra internazionale  | Squadra internazionale | Squadra internazionale | Squadra internazionale  | Squadra internazionale  | Squadra internazionale  |
| Giocatore               | Paese                  | Età                    | Classifica a punti      | Classifica mondiale     | Precedenti apparizioni  |
| ----------------------- | ---------------------- | ---------------------- | ----------------------- | ----------------------- | ----------------------- |
| Trevor Immelman         | Sudafrica              | 42                     | Capitano non giocatore  | Capitano non giocatore  | Capitano non giocatore  |
| K. J. Choi              | Corea del Sud          | 52                     | Assistenti del capitano | Assistenti del capitano | Assistenti del capitano |
| Geoff Ogilvy            | Australia              | 45                     | Assistenti del capitano | Assistenti del capitano | Assistenti del capitano |
| Camilo Villegas         | Colombia               | 40                     | Assistenti del capitano | Assistenti del capitano | Assistenti del capitano |
| Mike Weir               | Canada                 | 52                     | Assistenti del capitano | Assistenti del capitano | Assistenti del capitano |
| Hideki Matsuyama        | Giappone               | 30                     | 2                       | 16                      | 4                       |
| Im Sung-jae             | Corea del Sud          | 24                     | 3                       | 19                      | 1                       |
| Kim Joo-hyung           | Corea del Sud          | 20                     | 5                       | 20                      | 0                       |
| Corey Conners           | Canada                 | 30                     | 6                       | 26                      | 0                       |
| Adam Scott              | Australia              | 42                     | 7                       | 32                      | 9                       |
| Mito Pereira            | Cile                   | 27                     | 8                       | 50                      | 0                       |
| Lee Kyoung-hoon         | Corea del Sud          | 31                     | 9                       | 43                      | 0                       |
| Sebastián Muñoz         | Colombia               | 29                     | 11                      | 63                      | 0                       |
| Christiaan Bezuidenhout | Sudafrica              | 28                     | 16                      | 67                      | 0                       |
| Taylor Pendrith         | Canada                 | 31                     | 18                      | 109                     | 0                       |
| Kim Si-woo              | Corea del Sud          | 27                     | 20                      | 76                      | 1                       |
| Cameron Davis           | Australia              | 27                     | 25                      | 66                      | 0                       |

- Scelte del capitano mostrate in giallo
- Età al 19 settembre; Classifica mondiale al 18 settembre, ultima classifica valida prima della competizione

## Foursomedel giovedì
| Squadra Internazionale | Risultati | Stati Uniti        |
| ---------------------- | --------- | ------------------ |
| Scott/Matsuyama        | 6 & 5     | Cantlay/Schauffele |
| Im/Conners             | 2 & 1     | Spieth/Thomas      |
| JH Kim/Lee             | 2 & 1     | Young/Morikawa     |
| SW Kim/Davis           | 2 up      | Scheffler/Burns    |
| Pendrith/Pereira       | 1 up      | Finau/Homa         |
| 1                      | Sessione  | 4                  |
| 1                      | Totale    | 4                  |

## Four-ball del venerdì
| Squadra Internazionale | Risultati | Stati Uniti        |
| ---------------------- | --------- | ------------------ |
| Scott/Davis            | 2 & 1     | Spieth/Thomas      |
| Im/Muñoz               | pareggio  | Scheffler/Burns    |
| Pereira/Bezuidenhout   | pareggio  | Kisner/Young       |
| Matsuyama/JH Kim       | 3 & 2     | Cantlay/Schauffele |
| Conners/Pendrith       | 1 up      | Horschel/Homa      |
| 1                      | Sessione  | 4                  |
| 2                      | Totale    | 8                  |

## Incontri del sabato

### Foursome del mattino
| Squadra Internazionale | Risultati | Stati Uniti     |
| ---------------------- | --------- | --------------- |
| Im/Conners             | 4 & 3     | Spieth/Thomas   |
| Scott/Matsuyama        | 3 & 2     | Young/Morikawa  |
| Lee/JH Kim             | 2 & 1     | Scheffler/Burns |
| SW Kim/Davis           | 4 & 3     | Finau/Homa      |
| 2                      | Sessione  | 2               |
| 4                      | Totale    | 10              |

### Four-ball del pomeriggio
| Squadra Internazionale | Risultati | Stati Uniti        |
| ---------------------- | --------- | ------------------ |
| SW Kim/JH Kim          | 1 up      | Cantlay/Schauffele |
| Matsuyama/Pendrith     | 4 & 3     | Thomas/Spieth      |
| Im/Muñoz               | 3 & 2     | Finau/Kisner       |
| Scott/Davis            | 1 up      | Horschel/Burns     |
| 3                      | Sessione  | 1                  |
| 7                      | Totale    | 11                 |

## Singoli di domenica
| Squadra Internazionale | Risultati | Stati Uniti       |
| ---------------------- | --------- | ----------------- |
| Kim Si-woo             | 1 up      | Justin Thomas     |
| Cameron Davis          | 4 & 3     | Jordan Spieth     |
| Hideki Matsuyama       | pareggio  | Sam Burns         |
| Adam Scott             | 3 & 2     | Patrick Cantlay   |
| Sebastian Muñoz        | 2 & 1     | Scottie Scheffler |
| Taylor Pendrith        | 3 & 1     | Tony Finau        |
| Corey Conner           | 1 up      | Xander Schauffele |
| Im Sung-jae            | 1 up      | Cameron Young     |
| Lee Kyoung-hoon        | 3 & 1     | Billy Horschel    |
| Kim Joo-hyung          | 1 up      | Max Homa          |
| Mito Pereira           | 3 & 2     | Collin Morikawa   |
| Christian Bezuidenhout | 2 & 1     | Kevin Kisner      |
| 5.5                    | Sessione  | 6.5               |
| 12.5                   | Totale    | 17.5              |